# Држимурец
Држимурец је насељено место у саставу општине Мала Суботица у Међимурској жупанији, Хрватска. До територијалне реорганизације у Хрватској налазио се у саставу старе општине Чаковец.

## Становништво
На попису становништва 2011. године, Држимурец је имао 388 становника.

## Попис1991.
На попису становништва 1991. године, насељено место Држимурец је имало 793 становника, следећег националног састава:
| Попис 1991.‍ | Попис 1991.‍ | Попис 1991.‍ | Попис 1991.‍ | Попис 1991.‍ |
| ----------- | ----------- | ----------- | ----------- | ----------- |
|             |             |             |             |             |
| Хрвати      | Хрвати      |             | 482         | 60,78%      |
| Роми        | Роми        |             | 298         | 37,57%      |
| Југословени | Југословени |             | 1           | 0,12%       |
| непознато   | непознато   |             | 12          | 1,51%       |
| укупно: 793 |             |             |             |             |